# Zakaria Asidah
Zakaria Asidah (født 22. juni  1972)  er en dansk Taekwondo-atlet. Asidah vandt sølvmedalje i sværvægt ved verdensmesterskabet i Taekwondo 2003 i Garmisch-Partenkirchen, Tyskland. Han  deltog i OL i Athen i 2004.